# Žďár nad Sázavou 4
Žďár nad Sázavou 4, zvaná U průmyslové školy, je část města Žďár nad Sázavou.
Jedná se o poměrně novou výstavbu panelových a cihlových vícepodlažních domů vystavěných v letech 1970-1980. Na území této části se nachází poliklinika města, gymnázium a průmyslová střední a vyšší odborná škola. Nedostatkem této části města je slabší vybavenost obchodními službami, nedostatečná kapacita parkovišť a málo ploch parků a zeleně.